# Lepke Buchalter
Louis « Lepke » Buchalter (Lepke signifiant « petit Louis » en yiddish) était un mafieux américain de la Yiddish Connection, associé de la Famille Luciano. Il est né sous le nom de Louis Bookhouse, en 1897, dans le Lower East Side à New York, de parents juifs allemands, et est mort en 1944, à la prison de Sing Sing. Il est célèbre pour avoir dirigé l’organisation criminelle Murder Incorporated, et a été le seul chef mafieux américain à avoir été condamné à mort par la justice.

## Biographie
Dans sa jeunesse, Buchalter était membre d’un gang, les Amboy Dukes (du nom d’une rue de Brooklyn, Amboy Street), au sein duquel il s’adonnait à diverses formes de vol. En 1919, il était déjà allé en prison à deux reprises.
Avec son ami Jacob « Gurrah » Shapiro, il prit le contrôle des syndicats de l’industrie du vêtement dans le Lower East Side. S'appuyant sur des bandes de voyous, briseurs de grève (les schlammers), il empêchait ainsi la perturbation du travail et recevait des sommes importantes de la part des directeurs d'usine pour ces « services » rendus. Ce contrôle des syndicats évolua ensuite en racket de protection généralisé et étendu à d'autres secteurs industriels comme la boulangerie, les salles de cinéma et les transports routiers. Buchalter s'occupa de cette activité avec une main de fer, y compris après être devenu l'un des principaux membres de la Commission de la mafia américaine.
Le racket des syndicats était pratiqué par d'autres gangsters à New York. Toutefois, la cruauté de Buchalter envers ceux qui ne payaient pas, le distinguait des autres. Quand d'autres se contentaient de briser les jambes du récalcitrant, Buchalter tuait simplement, sans avertissement préalable. Il usait également du pillage et des incendies pour renforcer sa réputation terrorisante.
Le succès des rackets de Buchalter le propulsèrent aux sommets du monde criminel. Son butin excita la convoitise du parrain sicilien Salvatore Maranzano, vers 1929. Buchalter chercha l'aide d'amis tels que Lucky Luciano, Bugsy Siegel et Albert Anastasia, qui travaillaient, eux, pour Joe Masseria, le rival de Maranzano. Les deux parrains furent assassinés à l'instigation de Lucky Luciano, au cours de la guerre des Castellammarese, en 1931.
Lorsque la Commission ou direction du Syndicat national du crime fut créée, avec de facto à sa tête Lucky Luciano, Buchalter en fut admis comme membre permanent, en tant qu'allié de Luciano et membre fondateur.

## Murder Incorporated

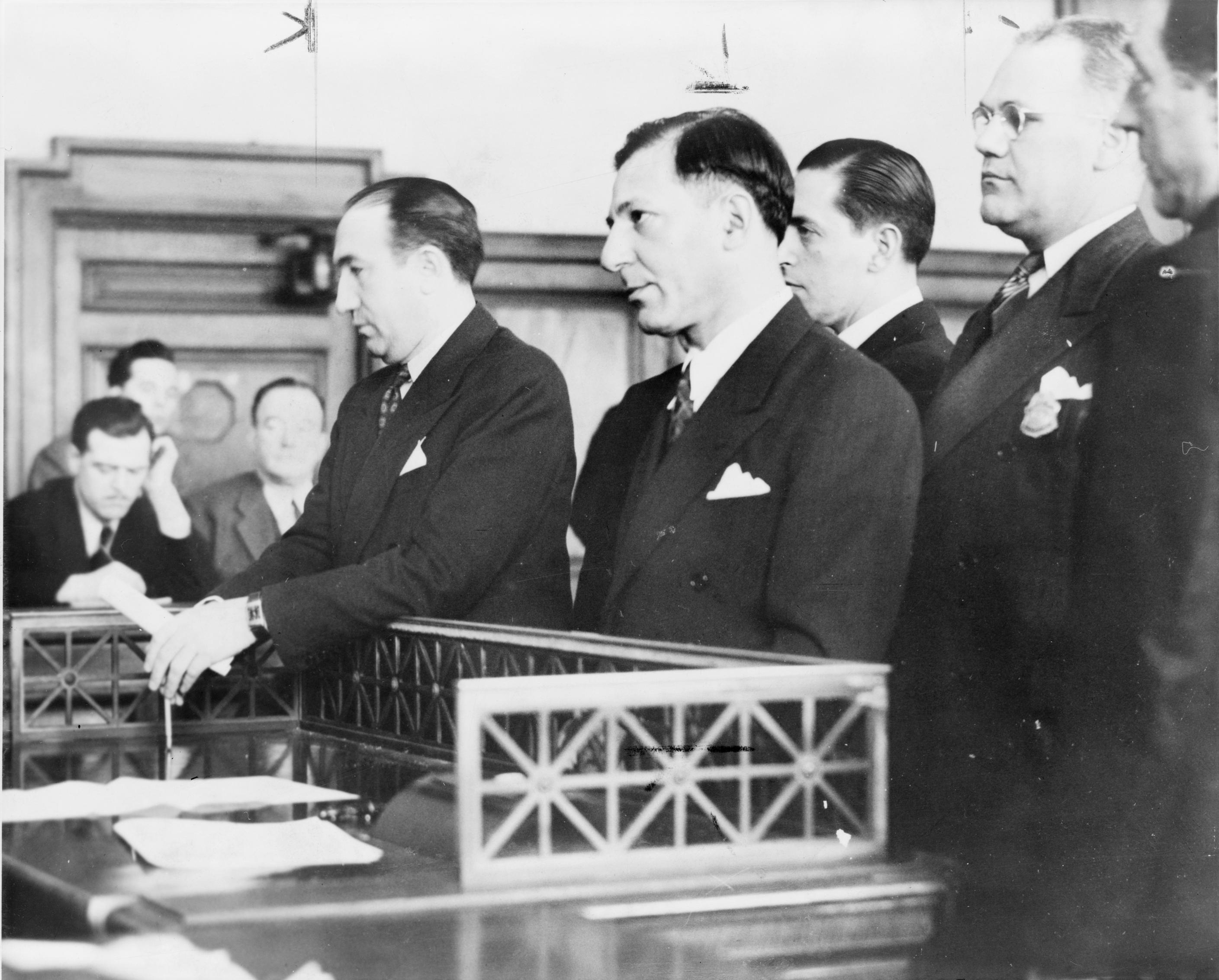
Louis Lepke Buchalter lorsqu'il fut condamné à mort

Pour répondre aux problèmes internes nécessitant un règlement par assassinat, Lucky Luciano et Meyer Lansky inventèrent Murder Incorporated, une organisation servant à honorer des « contrats », avalisés par la Commission, sur la tête des mafieux ou associés gênant ou traîtres. Lepke Buchalter en fut nommé responsable, avec Albert Anastasia. Il s’appuyait principalement sur une équipe de tueurs majoritairement d’origine juive de Brooklyn, connue sous l’appellation de Brooklyn Combination. Au terme de sa carrière, il a été soupçonné, à titre personnel de près d'une centaine d'assassinats, et de plus d'un millier par l'intermédiaire de ces tueurs.
La chute de Buchalter a commencé au milieu des années 1930, lorsqu’il fut dans le collimateur du FBI pour des trafics de stupéfiants, et dans celui du procureur spécial Thomas Dewey, qui s’intéressait à ses activités syndicales. Sous la pression, Buchalter finit par se rendre au FBI pour ne pas tomber dans les griffes de Dewey et éviter une sentence trop lourde, et commença à purger une peine de 14 ans pour trafic de stupéfiants, dans le pénitencier fédéral de Leavenworth au Kansas. Toutefois, cette sentence fut rallongée jusqu'à trente ans en raison des agissements de Buchalter au sein des syndicats.
En 1940, Buchalter fut dénoncé par un des tueurs de la Brooklyn Combination, Abe Reles. Les activités de Murder Incorporated furent ainsi dévoilées et de nombreux tueurs furent mis en cause. Abe Reles fut tué avant de témoigner devant un tribunal, mais suffisamment tard pour que, grâce à d’autres témoignages, Buchalter soit jugé coupable d’assassinat. La sentence fut prononcée en décembre 1941 : la peine de mort. Buchalter fut exécuté par électrocution en janvier 1944, à la prison de Sing Sing, dans l’État de New York. À ce jour, c’est le seul chef criminel américain de ce rang à périr de cette manière.